# Abraxas perchaotica
Abraxas perchaotica är en fjärilsart som beskrevs av Eugen Wehrli 1931. Abraxas perchaotica ingår i släktet Abraxas och familjen mätare. Inga underarter finns listade i Catalogue of Life.